# Бондарево (Днепропетровская область)
Бондарево (укр. Бондареве) — село, Васильковская поселковая община, Синельниковский район, Днепропетровская область, Украина.
Код КОАТУУ — 1220755101. Население по переписи 2001 года составляло 180 человек.

## Географическое положение
Село Бондарево находится в 4-х км от пгт Васильковка. По селу протекает пересыхающий ручей с запрудой. Рядом проходит железная дорога, станция Краснощёково в 2-х км.